# (500157) 2012 EU
(500157) 2012 EU es un asteroide perteneciente al cinturón de asteroides, descubierto el 1 de marzo de 2012 por el equipo del Mount Lemmon Survey desde el Observatorio del Monte Lemmon, Arizona, Estados Unidos.

## Designación y nombre
Designado provisionalmente como 2012 EU.

## Características orbitales
2012 EU está situado a una distancia media del Sol de 2,439 ua, pudiendo alejarse hasta 2,659 ua y acercarse hasta 2,220 ua. Su excentricidad es 0,090 y la inclinación orbital 3,819 grados. Emplea 1392,11 días en completar una órbita alrededor del Sol.

## Características físicas
La magnitud absoluta de 2012 EU es 18.